# Preuss' honingzuiger
De Preuss' honingzuiger (Cinnyris reichenowi; synoniem: Nectarinia preussi) is een zangvogel uit de familie Nectariniidae (honingzuigers).

## Verspreiding en leefgebied
Deze soort telt 2 ondersoorten:
- C. r. preussi: zuidoostelijk Nigeria, Kameroen, de noordwestelijke Centraal-Afrikaanse Republiek en het eiland Bioko.
- C. r. reichenowi: zuidelijk Soedan, noordoostelijk Congo-Kinshasa, Oeganda, Rwanda, Burundi en Kenia.